# کونستانتین لاوروننکو
کونستانتین لاوروننکو (روسی: Константи́н Никола́евич Лавро́ненко؛ زادهٔ ۲۰ آوریل ۱۹۶۱) یک هنرپیشه اهل روسیه است.
از فیلم‌ها یا برنامه‌های تلویزیونی که وی در آن نقش داشته است می‌توان به بازگشت، تبعید، سه تفنگدار اشاره کرد. لاوروننکو در سال ۲۰۰۷ برنده جایزه بهترین بازیگر مرد جشنواره فیلم کن شده است.